# Malcolm Browne
Malcolm W. Browne (17 tháng 4 năm 1931 – 27 tháng 8 năm 2012) là một nhà báo và nhà nhiếp ảnh người Mỹ giành Giải thưởng Pulitzer. Bức ảnh nổi tiếng nhất của Browne là ảnh chụp cảnh tự thiêu của hòa thượng Thích Quảng Đức năm 1963.
Ban đầu Browne là một nhà hóa học nhưng tham gia quân dịch vào cuối cuộc Chiến tranh Triều Tiên, ông được giao làm việc cho tờ báo Stars and Stripes, bản dành cho khu vực Thái Bình Dương. Sau đó, ông gia nhập Associated Press và làm việc tại Baltimore từ năm 1959 đến năm 1961 và sau đó làm trưởng đại diện ở Đông Dương. Ông là một trong những nhà báo đầu tiên thường trú đưa tin về chiến tranh Việt Nam.
Năm 1968, ông trở thành nhà báo của The New York Times, và đến năm 1972 là đại diện của tờ báo ở khu vực Nam Mỹ. Năm 1977, ông làm cho tạp chí Discover, rồi trở lại Times năm 1985. Năm 1991, một lần nữa ông lại làm phóng viên chiến trường ở Iraq trong Chiến tranh Vùng vịnh 1991.

## Giải thưởng và danh hiệu

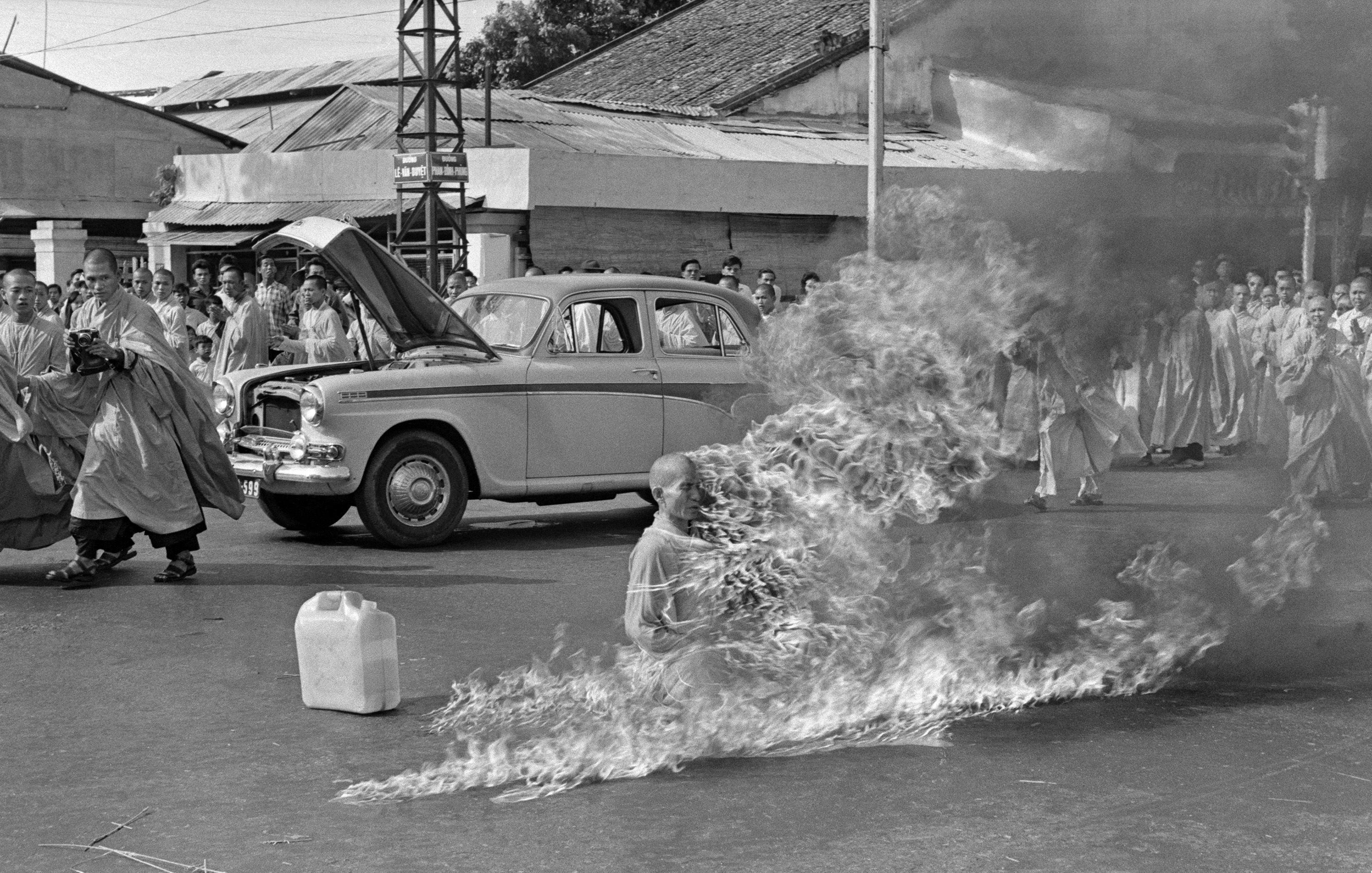
Bức ảnh chụp hòa thượng Thích Quảng Đức tự thiêu tại Sài Gòn của Browne. Browne giành Giải Ảnh Báo chí Thế giới năm 1963.

- Giải Ảnh Báo chí Thế giới (World Press Photo) (1963)
- Giải Pulitzer cho bài báo quốc tế (1964)
- Giải George Polk  Lưu trữ ngày 16 tháng 4 năm 2008 tại Wayback Machine
- Giải Câu lạc bộ Báo chí nước ngoài (Overseas Press Club Award)

## Tác phẩm
- Browne, Malcolm W. Muddy Boots and Red Socks, Random House: New York, 1993, ISBN 0-8129-6352-0 (hồi ký)
- Saigon's Finale (bài báo viết về quân đội Mỹ thua trận tại Việt Nam)
- The New Face of War (Bobbs-Merrill, Indianapolis, 1965) ISBN 055325894X.